# Irene Sharaff
Irene Sharaff est une créatrice de costumes américaine, née le 23 janvier 1910 à Boston (Massachusetts) et morte le 10 août 1993  à New York.

## Galerie

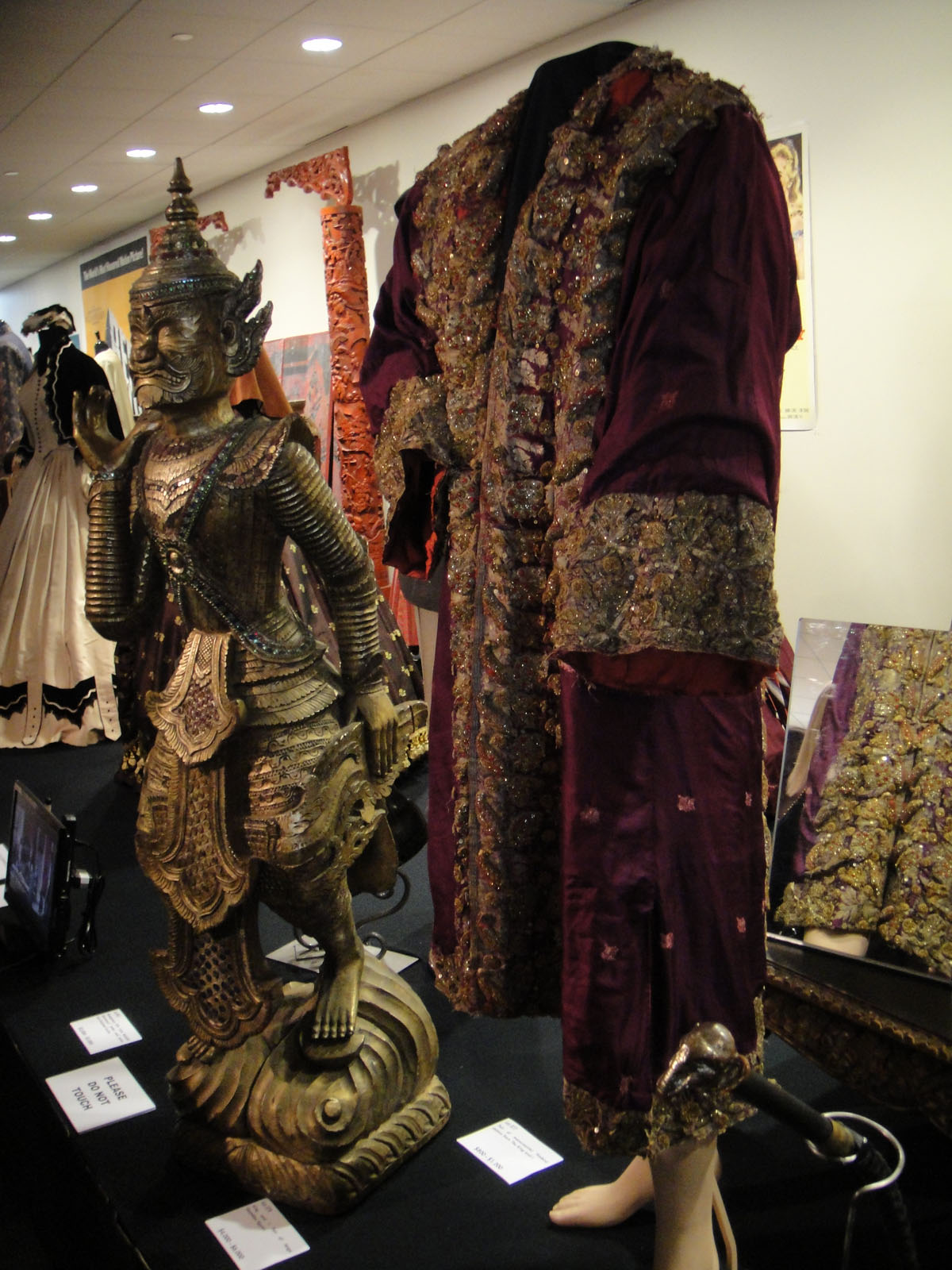
Costume de Yul Brynner dans Le Roi et moi (1956).
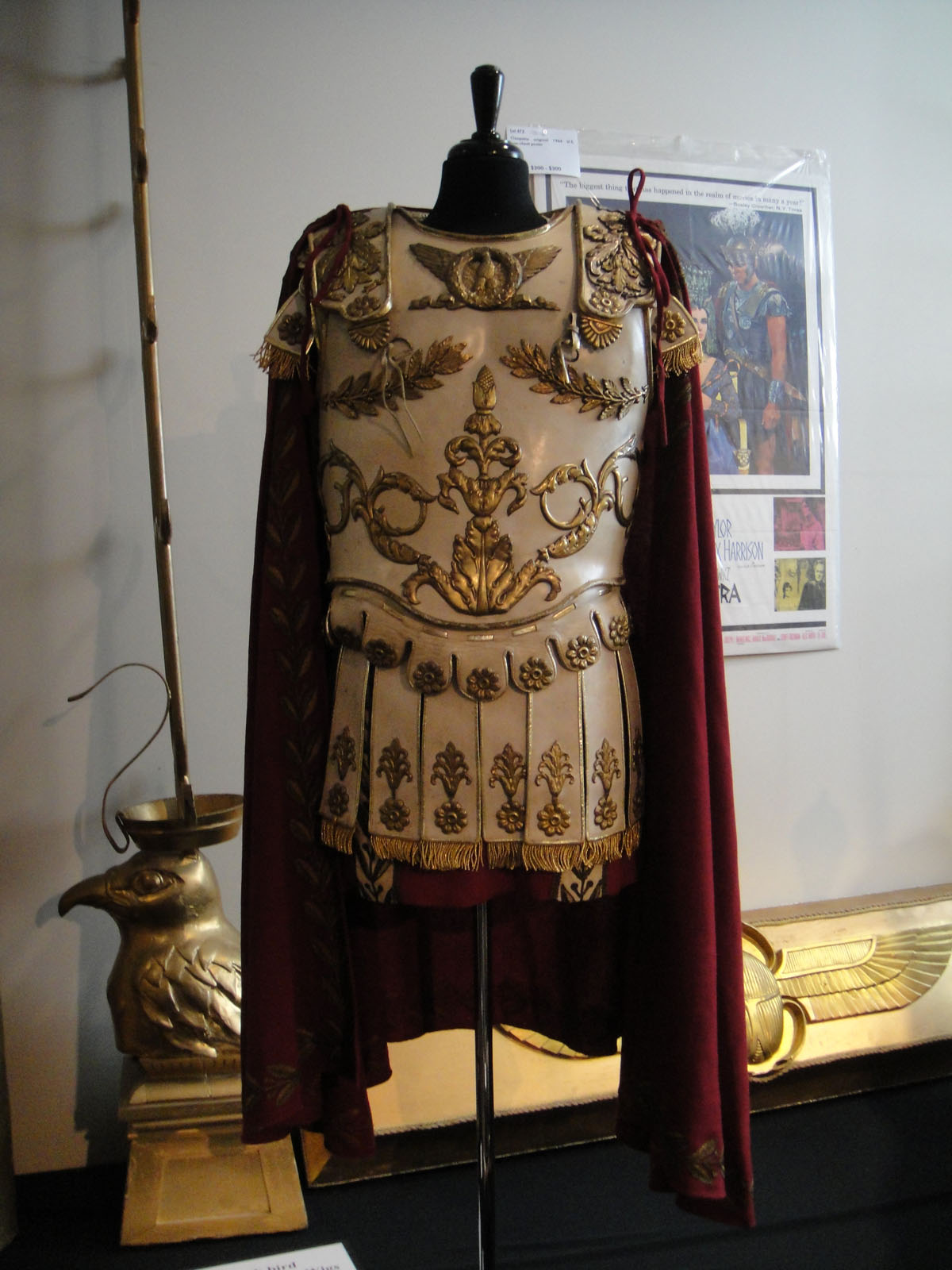
Costume de Richard Burton dans Cléopâtre (1963).
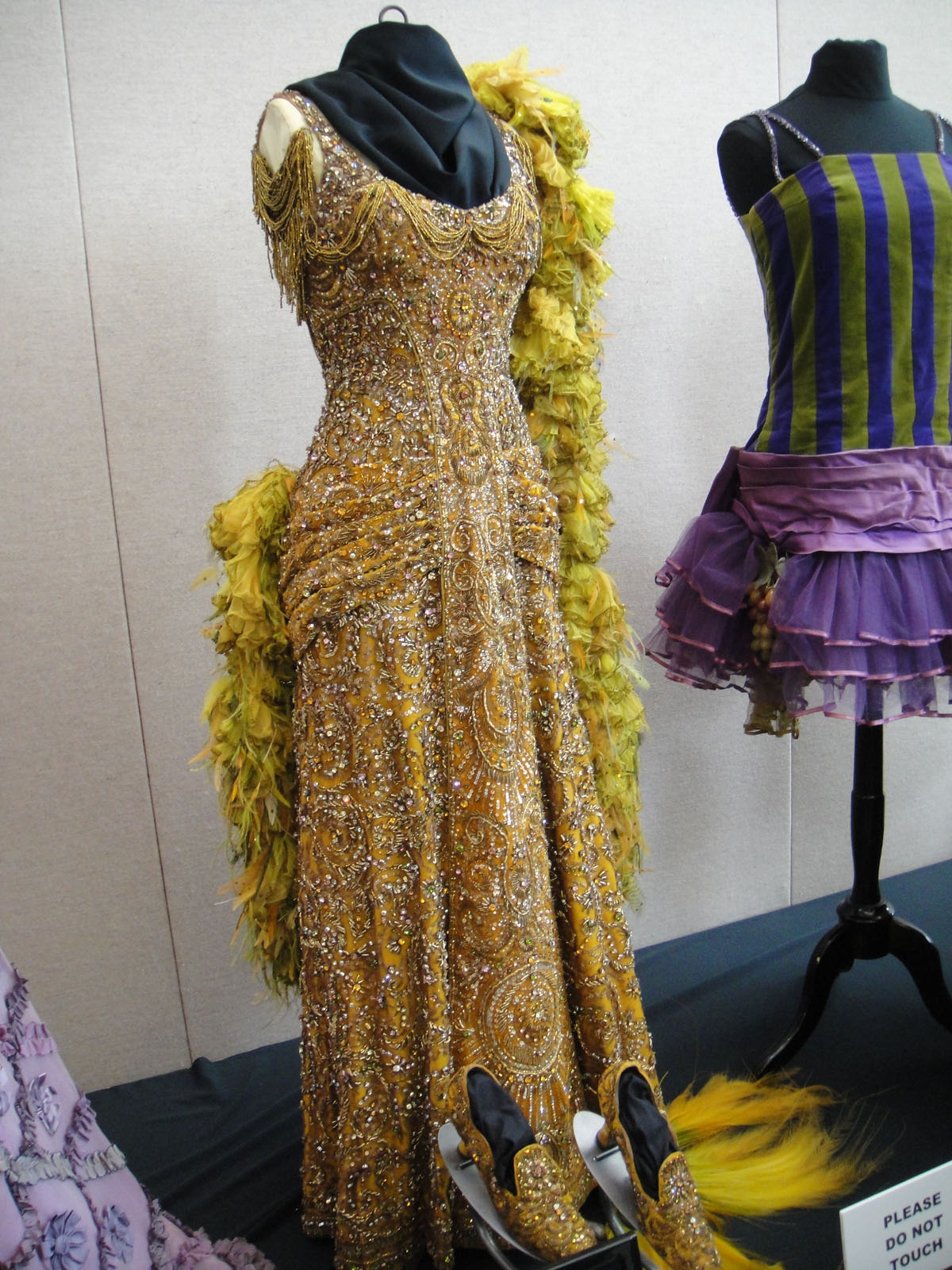
Robe pour Barbra Streisand dans Hello, Dolly! (1969).

## Filmographie sélective
- 1943 : Mademoiselle ma femme (I Dood It) de Vincente Minnelli
- 1943 : Fou de girls (Girl Crazy) de Norman Taurog et Busby Berkeley
- 1943 : Dr. Gillespie's Criminal Case de Willis Goldbeck
- 1944 : Âmes russes (Song of Russia) de Gregory Ratoff et László Benedek
- 1944 : Le Bal des sirènes (Bathing Beauty) de George Sidney (costumes des ballets aquatiques)
- 1944 : Le Chant du Missouri (Meet Me in St. Louis) de Vincente Minnelli
- 1945 : Yolanda et le Voleur (Yolanda and the Thief) de Vincente Minnelli
- 1946 : Ziegfeld Follies (avec Helen Rose ; direction artistique pour Limehouse Blues)
- 1946 : The Cockeyed Miracle de S. Sylvan Simon
- 1947 : Honni soit qui mal y pense (The Bishop's Wife) de Henry Koster
- 1948 : La Course aux maris (Every Girl Should Be Married) de Don Hartman
- 1951 : Un américain à Paris (An American in Paris) de Vincente Minnelli  (costumes du ballet)
- 1953 : Appelez-moi Madame (Call Me Madam) de Walter Lang
- 1954 : Une étoile est née (A Star Is Born) de George Cukor  (costumes et direction artistique pour Born in a Trunk)
- 1954 : Brigadoon de Vincente Minnelli
- 1955 : Blanches Colombes et Vilains Messieurs (Guys and Dolls) de Joseph L. Mankiewicz
- 1956 : Le Roi et moi (The King and I) de Walter Lang
- 1959 : Porgy and Bess d'Otto Preminger
- 1960 : Can-Can de Walter Lang
- 1961 : Au rythme des tambours fleuris (Flower Drum Song) de Henry Koster
- 1961 : West Side Story de Robert Wise
- 1963 : Cléopâtre (Cleopatra) de Joseph L. Mankiewicz  (costumes de Elizabeth Taylor)
- 1965 : Le Chevalier des sables (The Sandpiper) de Vincente Minnelli
- 1966 : Qui a peur de Virginia Woolf ? de Mike Nichols
- 1967 : La Mégère apprivoisée (The Taming of the Shrew) de Franco Zeffirelli  (costumes de Elizabeth Taylor)
- 1968 : Funny Girl de William Wyler  (costumes de Barbra Streisand)
- 1969 : Hello, Dolly ! de Gene Kelly
- 1969 : Justine de George Cukor
- 1970 : L'Insurgé (The Great White Hope) de Martin Ritt
- 1977 : De l'autre côté de minuit (The Other Side of Midnight) de Charles Jarrott
- 1978 : Une petite musique de nuit (A Little Night Music) de Harold Prince
- 1981 : Maman très chère (Mommie Dearest) de Frank Perry

## Distinctions

### Récompenses
- Oscar de la meilleure création de costumes pour :
  - Un américain à Paris (1952) avec Orry-Kelly et Walter Plunkett
  - Le Roi et moi (1957)
  - West Side Story (1962)
  - Cléopâtre avec Vittorio Nino Novarese (1964)[2]
  - Qui a peur de Virginia Woolf ? (1967)
- Tony Award des meilleurs costumes pour Le Roi et moi (1952)

### Nominations
- Nominations à l'Oscar de la meilleure création de costumes pour :
  - Appelez-moi Madame (1954)
  - Une étoile est née, avec Mary Ann Nyberg et Jean Louis, et pour Brigadoon (1955)
  - Blanches Colombes et Vilains Messieurs (1956)
  - Porgy and Bess (1960)
  - Can-Can (1961)
  - Au rythme des tambours fleuris (1962)
  - La Mégère apprivoisée (1968)
  - Hello, Dolly ! (1970)
  - De l'autre côté de minuit (1978)
- Nomination à l'Oscar de la meilleure direction artistique pour Une étoile est née avec Malcolm C. Bert, Gene Allen et George James Hopkins (1955)
- Nominations au Tony Award des meilleurs costumes pour :
  - Candide, Happy Hunting, Shangri-La et Small War On Murray Hill (1958)
  - West Side Story (1959)
  - Au rythme des tambours fleuris (1960)
  - The Girl Who Came to Supper (1965)
  - Sweet Charity (1967)
  - Hallelujah, Baby ! (1969)

## Citations
- À propos de Le Roi et moi : « Le final du premier acte mettra en scène Mlle Lawrence, M. Brynner et une robe de bal en satin rose. »[3]